# 銅鑼灣

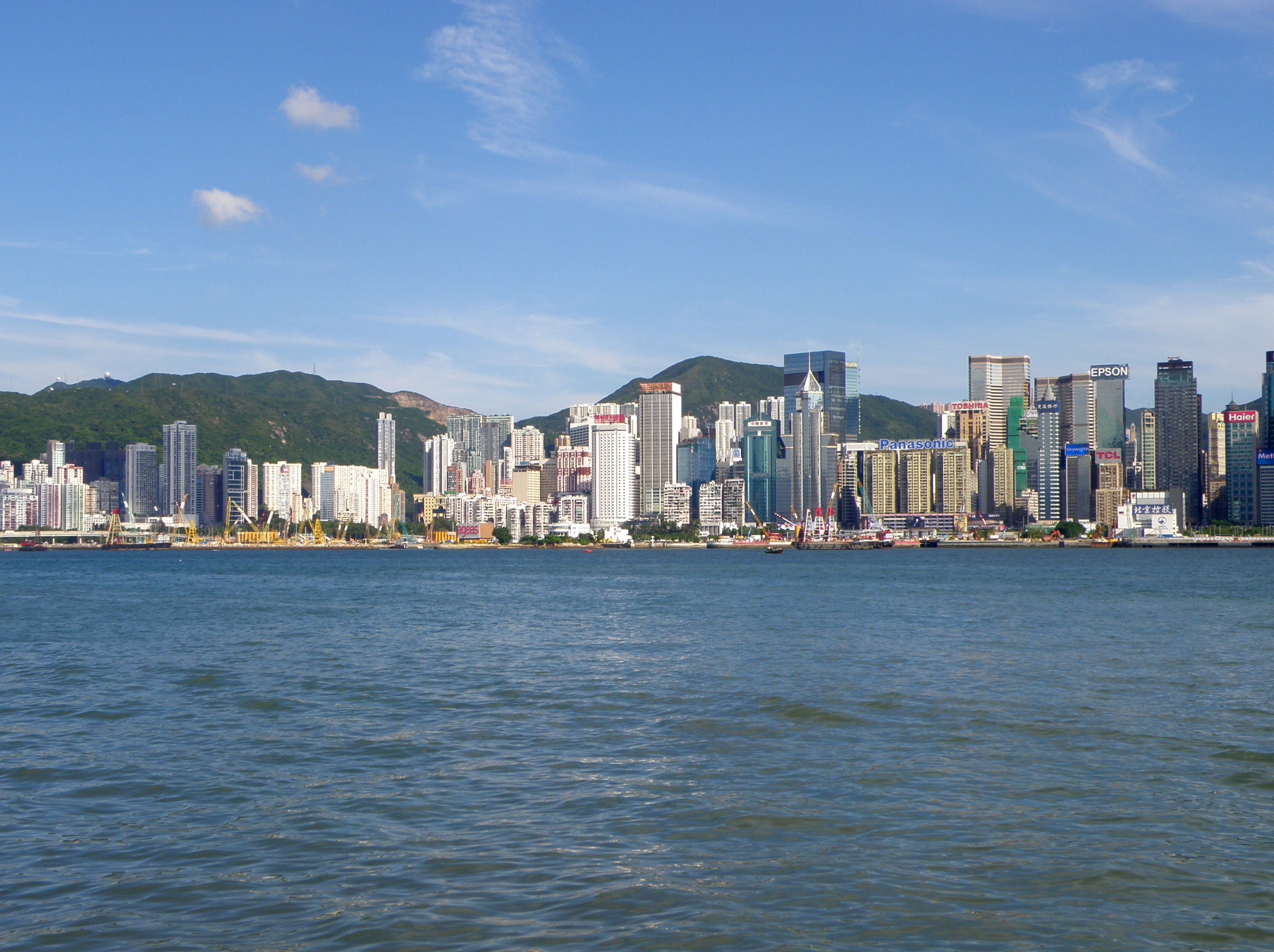
2015年的銅鑼灣

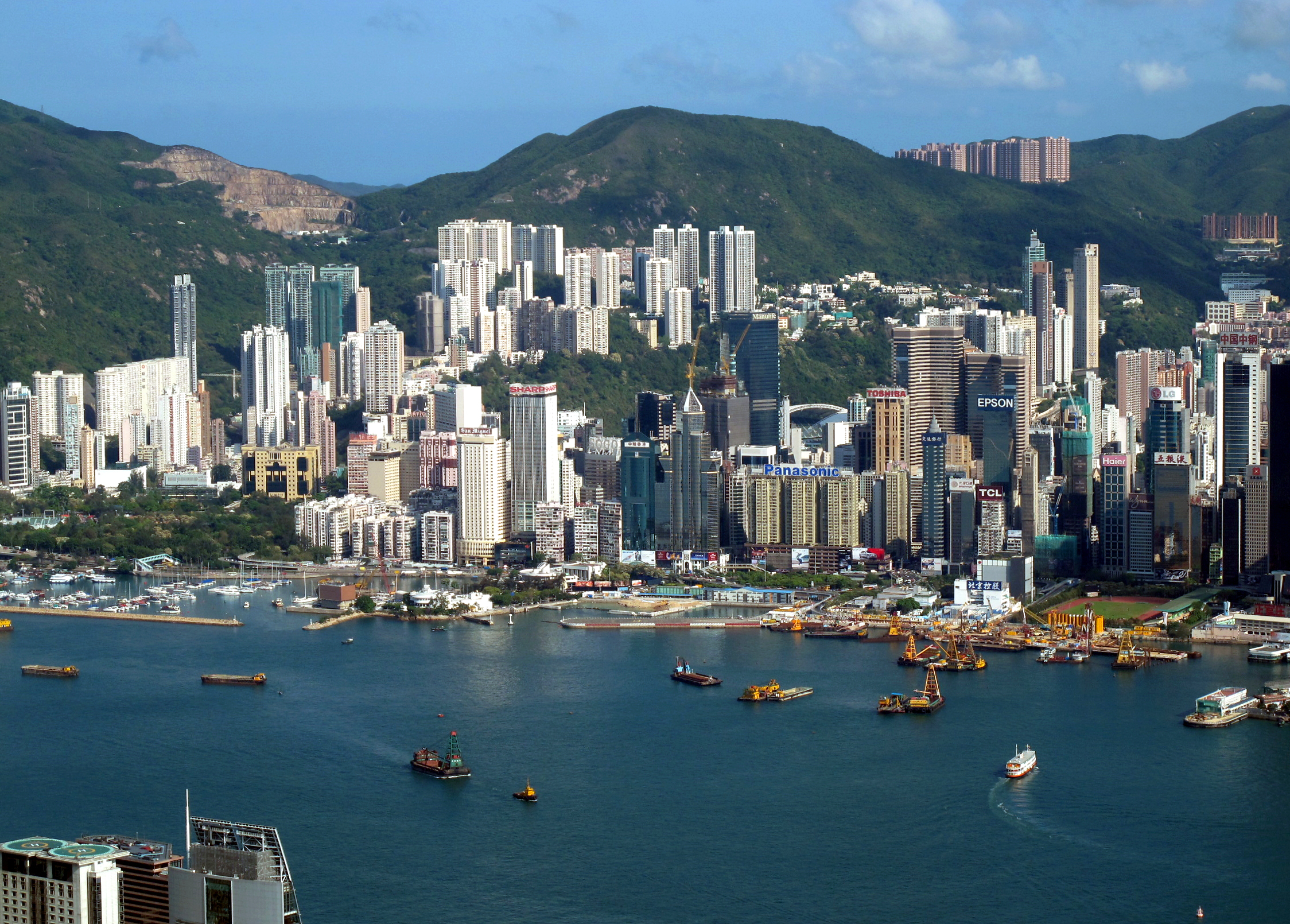
從九龍半島望向銅鑼灣一帶（2011年）

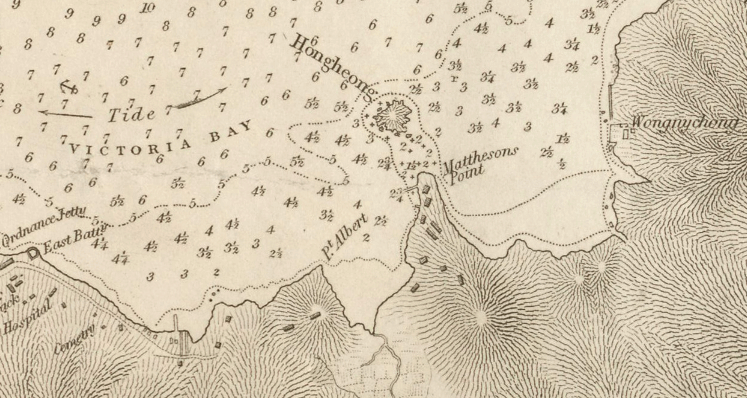
1841年卑路乍爵士繪畫的香港地圖，中間突出為東角，右為未填海的銅鑼灣

22°16′50″N 114°10′51″E / 22.28066°N 114.18096°E
銅鑼灣位於香港島，是一個工商及住宅混合的地區，隸屬灣仔區，原本是當地海灣的名字，因海灣形似銅鑼而得名，銅鑼灣避風塘則在正中，在填海工程後海灣的銅鑼形不復見，但「銅鑼灣」卻成爲了整個地區的名稱。港島銅鑼灣的「灣」以「環」為讀音（長沙灣/土瓜灣為例）： 香港粵語常以陰平的「灣」作陽平的「環」。但港鐵卻以「灣」報站，故部分市民以「灣」稱之。歷史上當地名爲「銅鑼灣」的海灣因為填海而兩度北移，原海灣範圍變成了現今的維多利亞公園，現今的「銅鑼灣」海灣僅指興發街、維園道和鴻興道之間的海域，而銅鑼灣地區的範圍東至屈臣道、麥連街及蜆殼街，西至告士打道天橋，南至銅鑼灣道及禮頓道。
銅鑼灣主要分為東面的住宅區及西面的維多利亞公園，銅鑼灣、跑馬地一帶早期本屬東區，在香港區議會分區監察政府事務上，1980年代區議會把銅鑼灣北及銅鑼灣南劃入東區，把銅鑼灣中劃入灣仔區，於1990年代亦新增屬東區的銅鑼灣東選區。 然而，在香港政府部門的運作下，以及香港回歸前的立法局選舉分區下（港島中），仍然是以於1963年法定分區為基礎而進行，整個銅鑼灣仍然屬於同一劃區。立法會於2014年1月22日通過的《二〇一三年區議會條例修訂令》，原屬東區的「維園」及「天后」兩個選區，於2016年開始改劃入灣仔區議會的範圍，自此整個銅鑼灣均屬於灣仔區。（唯以銅鑼灣命名的銅鑼灣社區中心仍在東區的城市花園選區內）
因為銅鑼灣天后廟，使銅鑼灣、跑馬地以及大坑自開埠以來即以閩籍人口為主要多數，建區以來有濃厚的天后文化，附近東角一帶至今仍是全港最多閩籍同鄉會的地方。維多利亞公園則是香港面積最大的公園，有很多休閒、體育設施，加上香港中央圖書館等全港性的文化設施，使銅鑼灣成為香港市民重要的休閒以及文化活動中心。

## 簡介
銅鑼灣地理位置位處香港島的中心，是文娛，酒店和住宅區．文化方面有香港第一間官中男名校皇仁書院、銅鑼灣天后廟、銅鑼灣岳王古廟、維多利亞公園及香港中央圖書館，亦包括銅鑼灣區內的社會設施民政事務總署銅鑼灣社區中心，銅鑼灣街市和銅鑼灣消防局。
天后、大丸等是銅鑼灣個別地方的俗稱，但沒有具體範圍。銅鑼灣的市中心是由現天后站周邊向現在的炮台山站及香港中央圖書館方向伸展，早在19世紀便在現今銅鑼灣東及天后站周邊進行填海，而現天后站原是香港政府重要機構銅鑼灣裁判司署，香港多數中年以上人士也曾到過此處，而銅鑼灣西邊盡頭東角一帶亦在19世紀進行填海而成為香港開埠以來最重要的碼頭之一。
1950年代銅鑼灣的經已過度發展，香港政府便在銅鑼灣東角一帶大量填海。奇力島連陸，使銅鑼灣擁有一系列全港性的文娛、商業設施。現今銅鑼灣西商業區多數地方，如維園、銅鑼灣東維園及海旁周邊的高樓大廈，都是由填海得來。服務銅鑼灣的港鐵站有銅鑼灣站（銅鑼灣西地區）、天后站（銅鑼灣東南面地區、維園、中央圖書館）。
1980年代開始，在監視政府的區議會事務上，雖然區議會是以選區為主，18區為副，銅鑼灣一個選區（西部）劃入區議會灣仔區，希望帶動灣仔區的住宅發展及分享商業設施，二個選區（東部）連維園劃入區議會東區，希望帶動東區的商業發展及分享文娛設施。但全港性及不少政府的行政仍以銅鑼灣為單位。而1950年代以前，現大坑北面亦是銅鑼灣的核心範圍，而今鵝頸選區亦有三分之一地方（堅拿道天橋以東）在法定分區銅鑼灣內，成為銅鑼灣商業區的擴展。

## 歷史與發展
銅鑼灣的奇力島（古名燈籠洲）曾於1991年發現隋代至南宋時期的貨幣，證明銅鑼灣地區大概早在隋代（公元581年至618年）已有居民。

### 18世紀

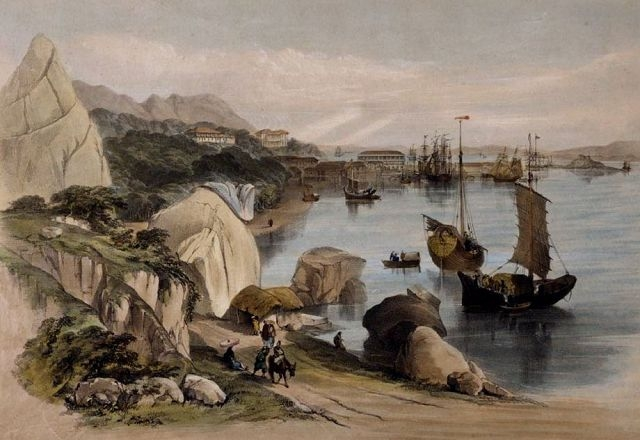
1846年的銅鑼灣

維多利亞公園由填海得來，未填海前，原維多利亞公園東西岸兩邊海岸線像一個銅鑼，因而取名為銅鑼灣。而昔日海岸線就在今日銅鑼灣道。銅鑼灣古稱鹽船灣，18世紀戴氏家族於海灣東岸建立了一座「鹽船灣紅香爐廟」，即今日的銅鑼灣天后廟。

### 19世紀

#### 取名與分區
19世紀末，由於來往香港島東西需繞路或坐船經過銅鑼灣甚為不便，故此興建了一條連接海灣的海堤，即是現今的高士威道。這亦是銅鑼灣的英文名「Causeway Bay」（海堤灣）的字源。而銅鑼灣為四環九約的下環及其中一約。1880年代，政府在銅鑼灣先後再進行了2次填海工程，共取得50英畝土地。其中一地便是由現時的銅鑼灣道填至現時的高士威道，高士威道對出的海灣，被修建成香港第一個避風塘。可見銅鑼灣在開埠初期便是重點發展的最繁華市區之一。此為香港第一次大型填海。

#### 閩南人聚居地與天后文化
銅鑼灣天后廟是香港的香港法定古蹟，本由閩南人興建，福建人自唐宋時期起即控制中國對外的多數貿易。明朝滅亡後，滿清實行多次大屠殺，鄰近香港的有廣州大屠殺，而福建人則傾盡資本反清，但在施琅降清以後，台灣迅速被攻陷，福建人則把資本以及黃金運到南洋。鴉片戰爭結束後，福建人經香港轉運貨物到南洋或經香港到南洋經商，因為福建人非常信奉天后娘娘，很多福建人在銅鑼灣天后廟一帶作為家鄉以及南洋的中轉站以及貨物轉口地，而成為銅鑼灣居民的壓倒性多數，因為很多家庭不願放盤以及搬出，自銅鑼灣購物區開始發展以後，各區也有人口希望在區內或在周邊置業，使區內樓價高企，因為銅鑼灣是閩籍人口在港歷史上的聚居中心，仍以閩籍人口有更強置業需求，但不少選擇在附近的北角以及灣仔置業，銅鑼灣直到現今仍以閩籍移民為大多數，銅鑼灣商業區的發展亦帶動北角以及灣仔的樓價。銅鑼灣、大坑、跑馬地一帶由開埠至今仍以閩籍為大多數，而在1920年代以前，北角和鰂魚涌還未發展，銅鑼灣是港島市區的盡頭，港英政府設立銅鑼灣旁設立炮台，而成為後來炮台山以及港鐵站的地名，而銅鑼灣的天后廟非常著名，後來又成為了銅鑼灣天后廟以及天后站一帶的地名。
銅鑼灣一直以天后文化為主流文化，有著名的銅鑼灣天后廟以及水上天后廟，由開埠以來都是福建人密集的區份，而香港開埠以後，廣東以及福建商家都聚集在中上環，其餘的福建人大多都在下環（灣仔），但全港各福建籍人口經常到銅鑼灣天后廟上香，使香火鼎盛，銅鑼灣天后廟為著名建築，不少福建人下南洋回中國時亦會到銅鑼灣天后廟上香，使很多福建人聚集在銅鑼灣天后廟一帶，包括天后和大坑的市區，不少也進行轉口貿易。
香港的福建籍人不是以北角為中心在香港聚居的，香港早期的北角只有較少人口，除了中上環的商家外，他們是以銅鑼灣天后廟為中心而聚居的，富豪如胡文虎等亦把虎豹別墅建在鄰近天后廟的大坑，後來中國共產黨奪權，香港人口暴增，很多福建籍港人南下香港，有部份遷入銅鑼灣，此外不少閩籍人士聚居在東區，除了北角外，鰂魚涌，筲箕灣以及柴灣也有為數不少的福建人.不過，由於逃港潮，以上地區的粵籍人口也不在少數. 北角在戰後成為閩籍人口聚居地理上的中心，而南洋富商以及後來遷入的富商（其他籍貫富商以更多聚居在山頂以及南區）的聚居地由銅鑼灣天后廟向南伸展到亦在大坑半山、跑馬地半山以至渣甸山、另一面在20年代起由天后廟向東一直伸到整個北角半山，現今天后廟道則是由天后廟一直伸延到北角盡頭，而在政府的規劃上，北角半山、大坑半山以較富有的家庭為主，單位大多都是2000呎以下，而渣甸山、跑馬地半山的獨立屋以及大單位價格則更高。此外，市區的大單位亦有大量的富商聚居，如柏景台、城市花園等，但市區還是有眾多唐樓，而住在半山區的小單位以及唐樓的人口不是富商。

#### 客家移民與文化
銅鑼灣除了市區的發展之外，在昔日屬銅鑼灣的大坑（現勵德邨以北），有客家人聚居於山區，當時在山區亦可聽到客家山歌，但自福建移民大量移入銅鑼灣以後，客家人只佔一個很少部份，因為香港島的客家人沒有丁權，政府收地建設住宅以後很大量都被遷入附近便宜的公屋勵德邨。著名的事件有大坑舞火龍。
1950年代前銅鑼灣東角填海前，大坑是銅鑼灣的核心地區，直到1950年代銅鑼灣海旁大規模填海後，大坑才在法定地區上加入大坑的名字，而新的大坑是銅鑼灣的分區，而法定地址仍可加上銅鑼灣，代表大坑為銅鑼灣的分區，為銅鑼灣大坑或大坑。而現今勵德邨地址上地址仍包括銅鑼灣。但大坑仍和銅鑼灣主區一樣享用銅鑼灣的社會設施。

### 20世紀

#### 民國動亂、南洋華僑移民潮以及虎豹別墅
鴉片戰爭以後，滿清實行五口通商，割讓香港，然而香港仍然未真正比五口通商興旺，大多經營鴉片貿易以及人口販賣，亦幾乎由廣府人控制，轉口貿易則幾乎福建人控制。
香港在1891年只有20萬人口，大多為苦力、建築工人以及經香港下南洋經商、工作或到西洋的華工，真正的人口不多。而香港的商人大多聚居在中環半山，富有的鴉片商販則聚居在山頂。
但清末動亂使廣東人，福建人都大量南下香港，廣府人主要聚居在九龍西區的油尖旺區以及深水埗區，福建人又主要居於下環，富人則居於銅鑼灣天后、大坑一帶，如富豪胡文虎的虎豹別墅位於大坑山頭，大坑一帶為南洋富商的密集區，因為民國的銅鑼灣開發已達飽和，而銅鑼灣的小福建社區又伸延到北角，郭春秧等開始開發北角，而北角半山亦是銅鑼灣半山的延續，但當時北角半山的人口不多。很多人口遷入鄰近銅鑼灣的跑馬地，跑馬地的發展也遠比北角早，亦是福建人的密集區，基督教會香港閩南堂總堂亦設在跑馬地，分堂則設在北角和香港仔。北角更多為民國時的戰後移民，和銅鑼灣自開埠以來即成為南洋移民以及貨運史的重要地點的歷史，少了80多年，銅鑼灣是南洋華僑移民史的非常重要的一部份。
虎豹別墅開放給公眾參觀，為香港一級歷史建築，但附近人口皆以福建人為主，很多閩籍人口都在虎豹別墅一帶聯誼。虎豹別墅於1935年建造完成，周邊人口大多是福建人或福建華僑。
銅鑼灣亦是新加坡、南洋移民史、歐美閩籍人口移民史的一部份。此時北角已存在，而且天后一帶的貿易擴展到渣華道，但銅鑼灣的人口更密集。銅鑼灣、大坑、跑馬地一帶至今一直是香港福建人以及南洋華僑的集中地，小福建社區則在戰後移民潮才伸延到北角，此前維多利亞城各族群亦有，銅鑼灣的人口以福建籍為大多數，尖沙咀以及深水埗區以廣府人和四邑人為多數。
大量的華僑富豪聚居於大坑一帶使各路商家雲集銅鑼灣東角，銅鑼灣東角開始形成一個購物消費區，最重要的消費者以天后、大坑一帶的富豪，也有來自北角以及灣仔的消費者。居於西半山以及山頂的人口較少到銅鑼灣消費，他們以到中環為主，南洋富豪在銅鑼灣東角的消費力遠高於其他族群，亦使銅鑼灣東角的購物區遠比以當地居民日常需要的北角以及灣仔興旺。
北角與銅鑼灣一樣，成為福建人下南洋的中轉站，周邊地區的歷史，如紅磡、鰂魚涌、觀塘也有相近的遷移史。

#### 1940年代日佔時期
香港日佔時期，不少地區的行政區劃也有變動，基本上最重要的區份會較少變動，但銅鑼灣區，不但劃分範圍沒有變動，連名字也沒有變動，只是換了日本漢字。

#### 戰後大陸以及南洋移民潮
戰後香港人口由50萬大升到220萬，銅鑼灣、北角（以及鰂魚涌）、紅磡、觀塘亦有接收內地人口，以福建人為絕大多數，上環以及灣仔亦有接收閩籍人口，而北角接收的人口比銅鑼灣多很多，而銅鑼灣和北角都有相近的歷史，都有不少南洋富商聚居，在戰後夜總會林立。而銅鑼灣、大坑、跑馬地、北角（以及鰂魚涌）的居民一直以福建人為大多數，至今銅鑼灣商業區唯一的同鄉會亦是成立多年在百德新街的福建安溪同鄉會。而福建華僑一直致力收購區內同鄉的舊樓重建，區內的業主和北角一樣以福建籍為絕大多數，區內的主要重建商同為菲律賓華僑的金朝陽集團。以全世界最貴月租租出的京華中心同為菲律賓華僑持有，很多南洋華僑亦大量購置銅鑼灣一帶的物業，區內有菲律賓第二富豪的裕景中心和和新加坡首富的信和廣場，在銅鑼灣區國際化以後，又加入香港、內地、以及世界富商投資。油尖旺區以廣府人為主，但南洋華僑亦有投資，如香格里拉酒店。但銅鑼灣現今商業區內的大業主為利希慎家族。
因為銅鑼灣商業區光污染，聲音污染嚴重，他們的物業被收購後又遷入天后以及跑馬地一帶，或租出物業成為樓上舖，跑馬地一帶的閩籍人口比北角更密集，基督教會香港閩南堂總堂亦設在跑馬地，分堂則設在北角和香港仔。
新加坡人口其實大都由福建經香港轉入南洋，他們部份也曾在銅鑼灣居住，因為北角較後開發，他們大都是經銅鑼灣下南洋，不少人如顏福偉，經香港到南洋，來港後又回銅鑼灣一帶居住，胡文虎等南洋華僑世居於大坑一帶。而北角（以及鰂魚涌一帶的移民則以戰後移民為主，和南洋華僑的關係遠不及銅鑼灣一帶的，如1950年移居香港的蔡素玉居於北角，與銅鑼灣沒有關係，亦和南洋華僑沒有關係。但北角相當一部份亦是南洋華僑。
自銅鑼灣商業區更大規模發展後，開始有廣府人遷入，但仍以天后為主，加上天后20年前建了不少300多呎的單位，很多外區人口遷入，所以天后一帶廣府人亦不少，但以福建籍較多，銅鑼灣東角因為唐樓非常多，除了在區內工作的人口，則大多仍為居住多以至數十年的閩籍人口。很多南洋商家來港也會到銅鑼灣、北角一帶居住，他們不少在銅鑼灣、北角一帶都持有物業。由銅鑼灣、跑馬地一直到鰂魚涌的華人都是以福建籍為主要多數，亦是香港閩籍華人以及華僑的高度密集區，部份把物業放售後便有其他族群人口遷至，但整體來說，很多家庭都不願放售區內物業，使人口改變輕微。但銅鑼灣仍以天后較多人口混居，大坑、跑馬地等交通不太方便的地區，較少外區人口遷入，使人口仍以閩籍為壓倒性多數。
銅鑼灣由開埠到胡文虎等富豪定居銅鑼灣半山至今仍是南洋商家的來港的居住地，他們在區內擁有不少物業，親屬亦大多在天后、北角的豪宅以及銅鑼灣半山、北角半山，但現今的銅鑼灣已非常國際化，更倚靠港島高消費族群。因為銅鑼灣自開埠以來即成閩籍人口的聚集地，以及南洋富商的聚居地，北角半山區以及銅鑼灣半山都是閩籍人口百多年前最早的居住地銅鑼灣天后廟的伸延，銅鑼灣在南洋閩籍人口史上比北角更重要，商家來港更多在銅鑼灣而非北角，但因銅鑼灣已成國際購物區，因為太古城也有較大型的購物區，很少個人化的街道，所以北角的小福建社區氣氛更濃厚。天后一帶有閩籍人口開設的甜品店，亦有廣府人開設的食店，形成多元文化。
國際的富商到香港更多到中上環區，而銅鑼灣的酒店住客大多為旅客以及閩籍商家。

#### 商業轉型以及成為全港最重要的消費區
銅鑼灣的消費區早期以南洋閩籍華人為主，後來又加入鄰近的北角以及灣仔區人口消費，再後來更發展成港島以至世界最主要的消費區，不少居於山頂的富商也到銅鑼灣消費（此前以到中環為主）。銅鑼灣開始成為國際化的地區。

#### 1950-1980年代填海發展時期

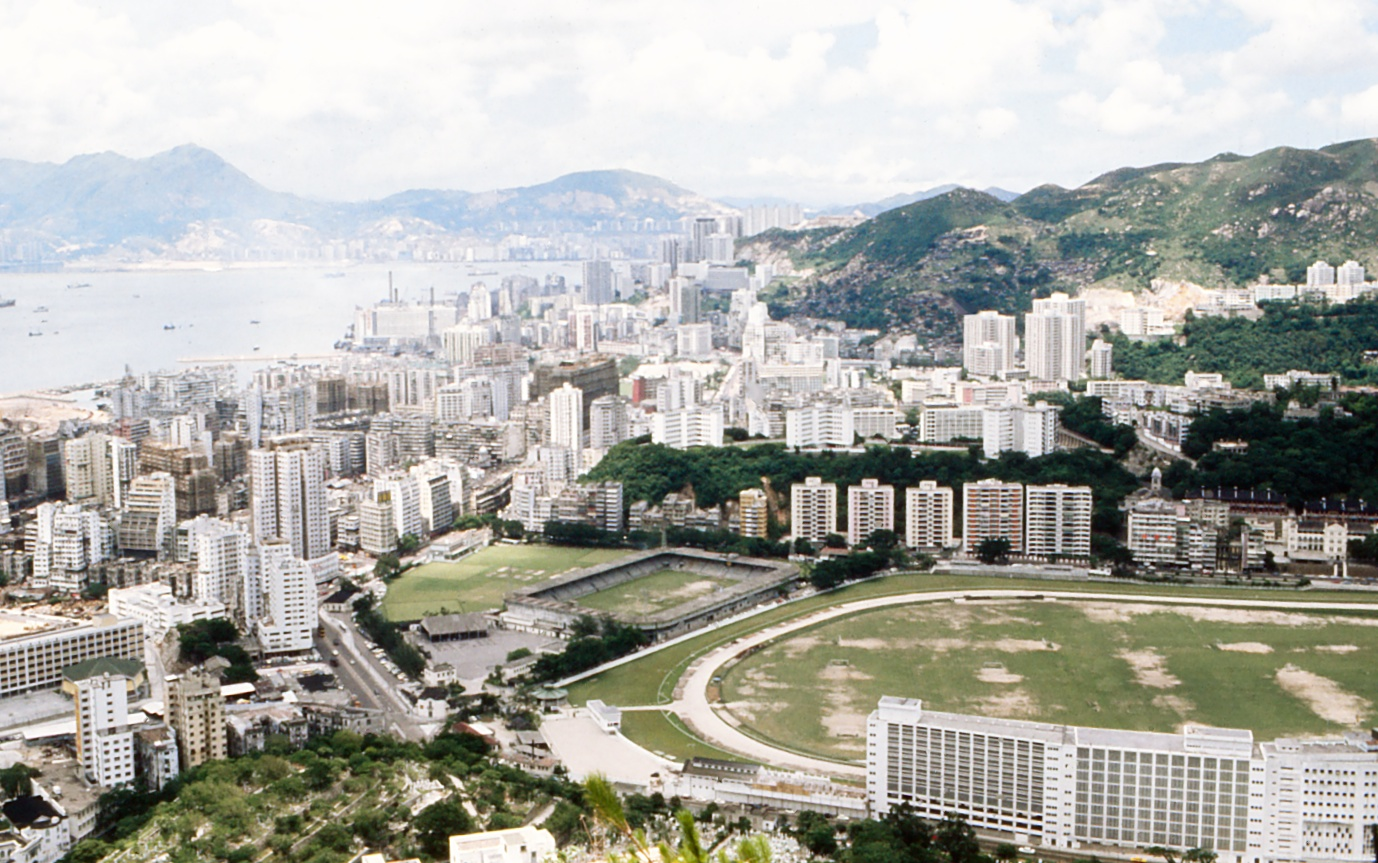
1971年的銅鑼灣

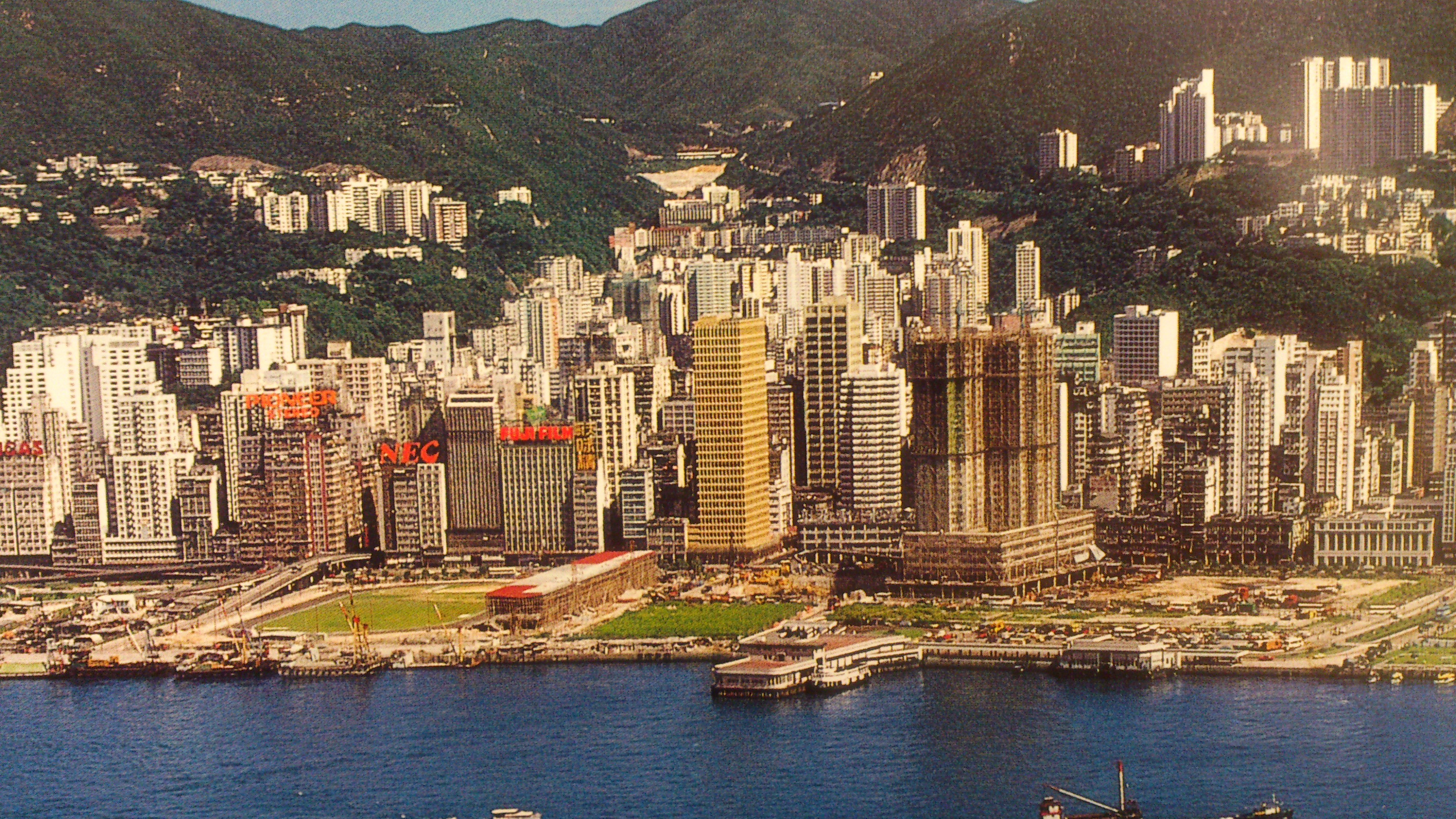
1970年代未的銅鑼灣和灣仔海旁

灣仔到北角在香港歷史上一直是重要的住宅區，而銅鑼灣則為兩區的中心，不少商家看準了此區潛在的商機，而香港政府亦將不少全港性的設施放在銅鑼灣，如維園，中央圖書館以及把全港第一間官中名校皇仁書院（中央書院）移到銅鑼灣，銅鑼灣地理位置的優越性令此區發展高速發展。今時今日銅鑼灣已成為香港最重要的購物，娛樂，公共娛樂中心之一。而香港市區隨住人口不停增長，基本上港島區和九龍西區已經是全港最發達的地區了，而銅鑼灣亦是港島區的中心，地理位置優越。
1950年代前的銅鑼灣的海岸線和現在的不同，現時銅鑼灣西東角周圍的繁華商業區亦是填海得來。50年代填海工程前的銅鑼灣東角只是一個普通的避風塘岸邊，而且面績比現在少很多，因為原銅鑼灣市中心發展已經供不應求，香港政府亦打算大量在銅鑼灣區設置一些全港性的設施，和打做一個國際商業購物中心，原來的銅鑼灣東角和奇力島便被填平，整個銅鑼灣避風塘繼19世紀填海後再度被填平及北移，現今銅鑼灣西大部，維園，銅鑼灣東沿海，沿公園高樓大廈都是由填海得來，香港政府亦鼓勵外資進佔此地區，在十多年的時間內，銅鑼灣西的便是全港的最重要購物消費的地方了。而原銅鑼灣市中心（銅鑼灣（東）)以發展住宅為主，亦是銅鑼灣管理的中心。
1950年代銅鑼灣填海工程在1954左右開始分段完成，於1957年維園落成；及後，1960年銅鑼灣全新購物區落成，以至大丸開業，於1970年代，銅鑼灣全新購物區便成型了，而1960年大丸在記利佐治街開業，成為香港數一數二的百貨公司，新東角周邊填海區慢慢有了一個新名稱，大丸，大丸已變成銅鑼灣商場一帶的通俗分區，現今大丸結業20年，但不少駛向銅鑼灣的小巴目的地仍為大丸。大丸百貨開業後，因為該百貨公司成為香港地標之一，每年亦有大量利潤，於是多家日資百貨公司先後在銅鑼灣開業，令銅鑼灣成為港島主要購物中心。銅鑼灣西亦有了大丸之稱，大丸雖然已結業20年，但此名稱在小巴仍沿用至今．有一定數量30歲以上的人仍用此名指銅鑼灣西。在1972年，作為推動銅鑼灣發展的一部份，連接銅鑼灣和紅磡的海底隧道通車。銅鑼灣購物區發展得更怏。
銅鑼灣東部歷史上是銅鑼灣市中心，全區的政府部門都在現今銅鑼灣東，早年位於銅鑼灣（東）現在已拆毀的銅鑼灣警署、銅鑼灣裁判司署和現在還在的銅鑼灣分區電力站、銅鑼灣消防局和民政事務總署的銅鑼灣社區中心，以及社區團體及宗教團體如銅鑼灣街坊福利會大廈、銅鑼灣浸信會亦都在現今東部。
因為銅鑼灣已經高度發達，住了不少富裕人士，但香港在50年代前的名校都集中在政治中心中環一帶，但中環一帶是政治中心，不少地不是用作居住用途，居在中環的富裕人士人數上比在銅鑼灣住宅區少很多，香港政府有見及此，將全港第一間官中男及女名校皇仁書院及庇理羅士女子中學由香港行政中心中環移至銅鑼灣，此兩間名校一直是全港最難入的男校及女校，未取消小學會考前，不能像現在部份學生可以靠幸運而入讀，當時不少香港人的目標都是在銅鑼灣上課，在銅鑼灣上課代表了可以就讀這兩間名校，但現今部份年輕人若父母不是在港長大的不明白這話何解，因為部份人誤把此兩校所處的地區當成北角或天后。現今不少人對銅鑼灣的聯想為商場區，但1950至1980年代其實更令一定數量的人聯想到學術。
香港人口由1945年的50萬，大幅上升至1950年220萬、1980年510萬，當中不少由中國大陸來港，而由中國大陸來港盛行的方法是偷渡，當年只要安全抵達市區（即沙田），翌日便可以到銅鑼灣人口登記局領取身份證做香港人，現今銅鑼灣天后地鐵站的銅鑼灣裁判司署便是多數新香港人誕生的地方，老一輩不少人都此區有很深的回憶。基本上多數成年人（1980年代以前出生）也有去銅鑼灣裁判司署的經歷。詳見香港語文或香港人口。
銅鑼灣裁判署（Causeway Bay Magistracy）位於電氣道20號，是一座樓高10層、充滿十九世紀色彩的古典建築物，由巴馬丹拿畫則師樓設計，於1958年10月動工，並於1960年春落成。落成時裁判署大樓低層用作裁判法院，高層則撥予社會福利署、市政事務署及人口登記局使用，頂層則設有飯堂。後來高層辦公室輾轉加入庫務署、婚姻註冊處等政府部門。裁判署大樓南側設有一個露天停車場，位於柏景台第1座現址，司署東面與英皇道之間則設有無比（即美孚）油站。於1982年3月拆卸，原址現在變成港鐵港島綫的天后站出口及2座39及51層的柏景台。

#### 1980年代以後
1985上半年，1982年3月動工之地鐵港島綫首期通車，座落銅鑼灣一帶的港鐵站有銅鑼灣站和天后站。
由於而銅鑼灣（東）在香港歷史上一直是香港的主要已高度發展住宅區及市區之一，不少全港性的康樂文娛設施如維園，中央圖書館等也設於此區。為方便銅鑼灣（東）住宅區交通，港鐵在銅鑼灣（東）北面的盡頭銅鑼灣社區中心附近設炮台山地鐵站，南邊的盡頭銅鑼灣天后廟設天后地鐵站。此舉使銅鑼灣（東）市區發展一直向南伸展到天后廟道及大坑北面等本來交通不太方便地區和向北加強北角邊緣的發展和重建（如城市花園，豪廷峰等）。因此銅鑼灣整區東邊，西南邊，東北邊盡頭亦設地鐵站，交通是全港最港最方便的地區之一。每個香港人對天后的定義都不同，有些人會把整個銅鑼灣（東）稱為天后，有些人只把天后地鐵站附近稱為天后，老一輩口頭上沿用銅鑼灣稱呼銅鑼灣（東），東角為銅鑼灣（西）。而銅鑼灣（東）的銅鑼灣街市便剛剛在港鐵天后站和炮台山站中心。炮台山站出站步行1分鐘便到銅鑼灣警署。銅鑼灣警署職務於八十年代末期平分給灣仔警署和北角警署。
地下鐵路原建議在銅鑼灣中心地區（東邊）建設一個港鐵站，而不設在新興購物中心東角一帶．而港鐵站名則用代表銅鑼灣遠久歷史的天后，在1967年《香港集體運輸研究》及1970年《集體運輸計劃總報告書》最後計劃都是這樣，但當時銅鑼灣經濟強勁，港鐵最終取消了跑馬地站方案，最後設一個銅鑼灣站於銅鑼灣西，一個天后站在銅鑼灣（東）南邊，一個炮台山站在銅鑼灣東北和北角交界的地底，但出口在北角。
1985年全盛時期，銅鑼灣西購物區共有4間日資百貨公司，分別為大丸、松坂屋、三越及崇光。踏入1990年代，日資百貨公司不是結業便是易手，取而代之的乃一個一個的購物商場。其中香港電車在銅鑼灣的原車廠，重建成今日的時代廣場；位於波斯富街的戲院利舞台，則於1992年拆卸，改建成利舞台廣場，而香港仔隧道亦成為鴨脷洲、黃竹坑及香港仔往來銅鑼灣之主要通道，到1990年元旦時，東區海底隧道成為直通東九龍和新界東的主要通道，而該區倒數活動亦由於東隧通車而於1989至96年進入全盛時期，但1997年12月開始九龍東鑽石山荷里活廣場、觀塘apm、澳門多個旅遊渡假區開幕、雨傘革命和中上環區舉行歐陸嘉年華後，銅鑼灣倒數活動已差不多去到袛有世貿中心碩果僅存至現在不斷艱苦經營之地步了。
因為銅鑼灣的交通商業文化配套已經比周邊高出了不少，香港政府將銅鑼灣東及西分別分配給港島東區及灣仔區，希望各自的配套能將繁華市區伸展至周邊。1982年，第一屆區議會選舉銅鑼灣細分為銅鑼灣北，銅鑼灣南，銅鑼灣中。銅鑼灣北，銅鑼灣南屬東區；銅鑼灣中，還有過去屬於銅鑼灣管理的大坑分區屬灣仔區。1991年，銅鑼灣再細分為為銅鑼灣北，銅鑼灣南，銅鑼灣中，銅鑼灣東。新分出來的銅鑼灣東屬東區。細見香港區議會各年詳細名單。
之後兩屆選舉（1994年、1999年）區份擴大，用東南西北加法定地區已不可行了，全港各分區也沒了東南西北，而由1994年起劃分區份基本和下面的選區分析一樣了。銅鑼灣北，銅鑼灣南大約是現在的維園選區和天后選區的加大版，銅鑼灣中大約是現在的銅鑼灣選區。而全港性建設仍以法定分區為基礎，區議會地區決定都是各細選區（如維園選區）自己處事，但有少量決定是以18區（如18區中的灣仔區）為本位。
整個銅鑼灣（包括整個東面和西面）在城市規劃分區屬於H6銅鑼灣區香港中央圖書館的建設，便是以銅鑼灣整區為考慮的全港性建設。
而銅鑼灣是香港政府的法定區份，是各種要負法律責任文件中規定的地名，香港每地方只可歸於單一區份。而不是根據個別人士主觀意願而定的，主觀意願的通俗地名如天后，炮台山及彩虹，範圍不明，而且可以很大。法定區份不等於選區名稱，也不等於18區分區名稱．法定區份是正稱的地址名，而行政分區則是政府的地區行政分區。灣仔在行政分區的灣仔區，跑馬地也在行政分區的灣仔區，但跑馬地郵寄地址為跑馬地。銅鑼灣西面的行政分區屬灣仔區，法定區份仍是銅鑼灣，東面法定區份也是銅鑼灣，分別就是東區和灣仔區管治下的銅鑼灣。
區議會之後，基本上地方事務是細分給各選區，而各選區綜合事務（較少，主要是各選區自理）仍由18區各分區各分區管理，綜合選區事務是以灣仔區為大區考慮而不是以大坑，銅鑼灣，而政府的施政不一定是以18區為基礎，好像民政事務署，灣仔區和東區是在同一區，而在東區的銅鑼灣社區中心服務對像也是全銅鑼灣及少量周邊地方。同樣道理，位於灣仔的銅鑼灣消防局服務對像也是全銅鑼灣。
18區的分區主要是各選區及總區處理下放的資源，而東區之名不是在法定區份的地址上，法定區份的地址要香港政府批准才會轉的。

### 近年發展
現在銅鑼灣租金是世界上數一數二，加入競賽的品牌是世界性的，不限於如LV，GUCCI等國際名牌，連美國服裝店forever21，近年亦以1100萬月租極高價錢租下由菲律賓福建華僑持有的京華中心。
近年銅鑼灣東部，因為較西部寧靜，而有一系列社區設施，往返銅鑼灣西面步行只須5分鐘，發展商建了不少酒店，都是以銅鑼灣命名，如香港銅鑼灣海景酒店，銅鑼灣皇悅酒店，銅鑼灣維景酒店等．此區是香港最早開發的地區之一，由於建住宅的地理位置優越，早在20年前已經過度開發了，拆卸樓宇有了高度限制，而成本過高，近20年建成的高樓大廈住宅只有海景軒，其餘都是酒店和辦公大樓．而在銅鑼灣東邊盡頭近十年建了不少辦公大樓。
由於銅鑼灣的政府機構多數設於東部，處理民生的民政事務處銅鑼灣聯絡組屬於東區管理下，包括大廈管理和銅鑼灣街坊福利會的活動而在政府有法律效力的法定文件的地址或會出現「東區」、「灣仔區」或「銅鑼灣」，但不會有「炮台山」或「天后」等字眼。

## 各分區發展

### 具體範圍
銅鑼灣位於灣仔以東，北角以西，大坑，跑馬地以北，橫跨灣仔區及東區：東包括銅鑼灣街市，盡頭為銅鑼灣社區中心，以油街和北角分隔，西至堅拿道天橋（鵝頸橋），南至銅鑼灣道及禮頓道，銅鑼灣道以南屬大坑，禮頓道以南屬跑馬地、禮頓山、加路連山。其中香港海底隧道、維多利亞公園、港鐵天后站、怡和午炮等則位於銅鑼灣東區部份。天后，大丸是銅鑼灣個別地方的別稱。銅鑼灣曾管有大坑及掃桿埔北部，填海後南面和北面關係減弱。現今勵德邨，南華體育會便是銅鑼灣當年最南部，現今這兩建築地址仍包括銅鑼灣。

#### 東角

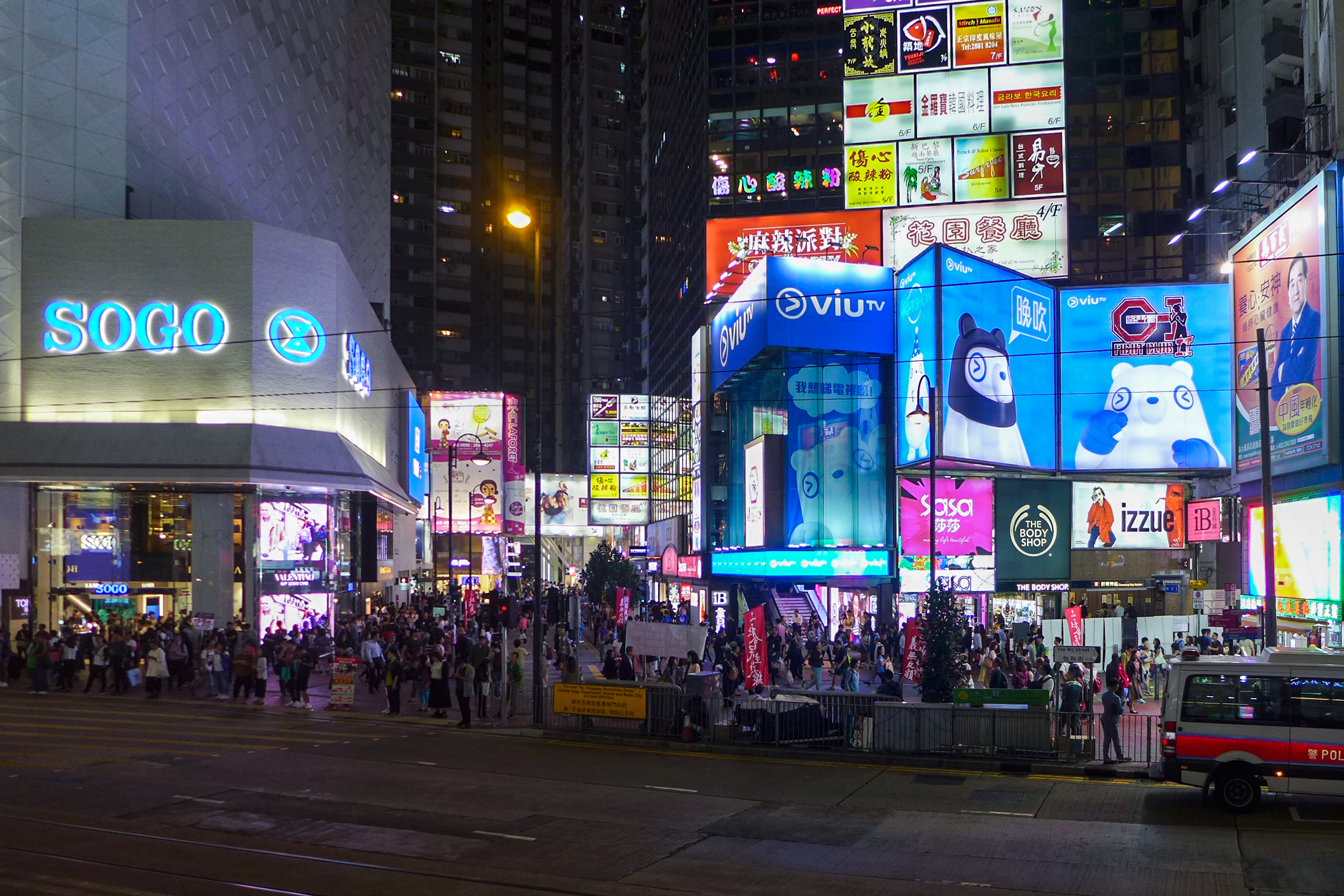
現時在崇光百貨附近的東角道，以及東角Laforet商場被稱為東角

位於銅鑼灣西的東角，位於現時在崇光百貨附近的東角道，以及東角Laforet商場（原為東角Nu Face Sogo）。另一方面，因為銅鑼灣東角的稱呼，銅鑼灣東角周邊也有「東區」的別稱，現時仍保留的痕跡包括禮頓道的電訊盈科電訊大廈及怡和街的華人銀行東區大廈等。而現時銅鑼灣站的位置，地鐵站建成前則經常被稱為東角，指銅鑼灣東角，意思為維多利亞城之東的一個海角。東角的位置大約是現時維多利亞公園與波斯富街之間的地區，即東角道附近。
部份中小學生或較後移民家庭誤以為銅鑼灣只是地鐵站名和地鐵站周邊的地方，40歲以上又是在香港土生土長而有接觸過港島區的人一定會知道銅鑼灣東及西的大概範圍．而現今的香港學生家長不少亦不是在香港長大，所以已經部份中小學生不知道銅鑼灣的意思和所處的地區了．近數年，漸漸聽到銅鑼灣的核心地方被說成北角的核心地方，部份報章報導誤把銅鑼灣的核心地方寫成北角，如香港商報某報導把維園所在地的興發街說成北角。不知道銅鑼灣分區的人只集中在比較後期移民家庭，亦不是主流，但近年有了不少新增的通俗分區帶來了港島以法定地區為地址的混亂，如郵政系統，因為通俗分區沒有一個固定範圍，參看香港行政區劃。
銅鑼灣住宅區的居民自東角大丸開業後普遍用大丸來指銅鑼灣東角一帶，大丸結業後普遍使用商場來代替，近年少量在港鐵站建成後才來港定居的新移民家庭使用銅鑼灣來代替銅鑼灣西面商場一帶，而在其餘的銅鑼灣地區則加上主觀的通俗分區或歸入錯誤的法定地區．而其他地區的人普遍使用銅鑼灣來稱呼全區，去大丸一帶或會用大丸代替。
1960年代，銅鑼灣西快速發展，東角的稱呼是在早期正式文件上，因為大丸是香港數一數二的百貨公司。，所以銅鑼灣西由1960年開始被稱為大丸，小巴將開往銅鑼灣西地方的目的地寫為大丸，而大丸成功由百貨公司名變為公共交通工具的地名，除了政府分區外，大丸的叫法很普遍，直到現在大丸結業了20年，小巴的目的地仍然為大丸。在大丸結業後出生的人很少再以大丸來稱呼銅鑼灣西，但有一定數量35歲以上市民仍用此名。

#### 大坑和加路連山

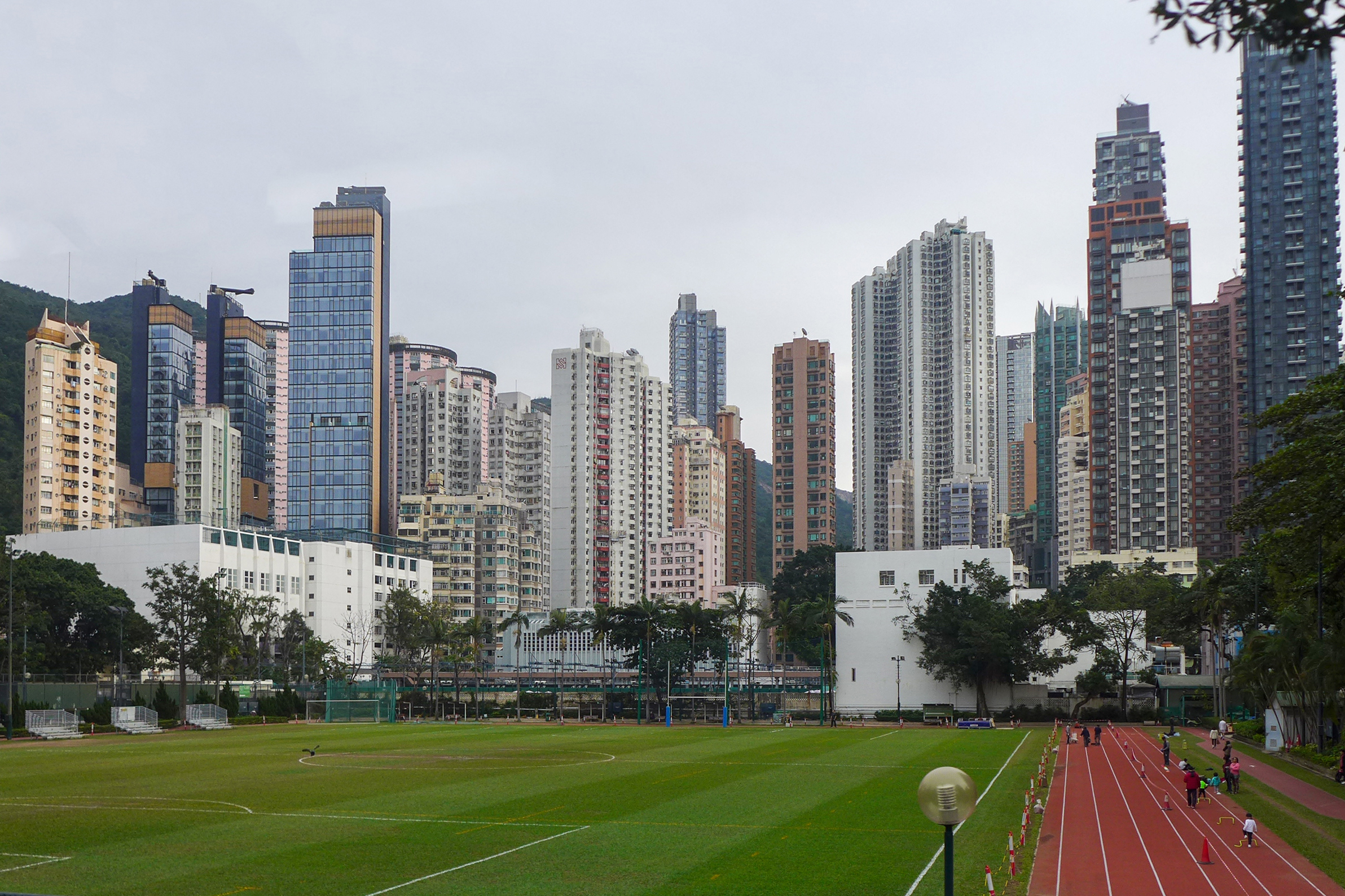
銅鑼灣運動場後方為大坑

大坑北面和加路連山（或掃桿埔北面）50年代前屬於銅鑼灣，早年位於銅鑼灣（東）現在已拆毀的銅鑼灣警署，銅鑼灣裁判司署和現在還在的銅鑼灣消防局和銅鑼灣社區中心便要負責全銅鑼灣分區的社會工作。現今大坑和加路連山雖然和銅鑼灣有一段距離，但不少地址上仍然是用銅鑼灣大坑，但亦有不少人用只用大坑為地址名。自1950年代填海後，新銅鑼灣面積已經很大，加上市區亦慢慢伸展入內陸本來不及市區發達的大坑內陸和加路連山等地。而大坑和加路連山同被劃為附屬於銅鑼灣的大坑分區。而和銅鑼灣的關係慢慢淡化，但不少地名上仍沿用銅鑼灣。勵德邨，南華體育會仍用銅鑼灣名稱為地址亦不算錯誤。但在這兩建築南面（勵德邨入口）的大坑和掃桿埔地區多數亦不會用銅鑼灣。而區議會選舉大坑北面和加路連山同屬B05大坑選區。
大坑和掃桿埔不同於天后，大丸，是香港政府定下銅鑼灣轄下的成區。而1950年東角填海是令銅鑼灣由東向西的伸廷。現在銅鑼灣東西亦是銅鑼灣重心地區。

#### 天后
天后是從地鐵站名而衍生出來的通俗叫法，並不是實際存在的地區，天后的定義和理解因人而異，銅鑼灣包括整個天后的地區，如果以天后港鐵站中心劃一個由一個圓型選區般大的大圈，都只包括銅鑼灣命名的建築，包括維園選區大部，未到銅鑼灣街市，包括維園大部。天后選區中間小部銅鑼灣天后廟，及大坑選區北部的皇仁書院和銅鑼灣運動場和香港中央圖書館。
現在銅鑼灣東的巴士站名，天后站交匯處的會以銅鑼灣（天后）代表，而北面有銅鑼灣（威非路道）巴士總站。
而天后作為通俗地區名，已經被過份亂用了，每個定義的天后距離很遠，如銅鑼灣中央圖書館及北角威景台，摩天大廈及大坑勵德邨。近年不少中、小學生開始用港鐵站名來稱正式地址，如以彩虹為正式地址名去彩虹站一帶的地方，雖然只是很少量的人把天后作為地址的開首，因為天后並不是一個真實的區域，會做成一定郵政上的混亂。一般以小學初中人士居多，最大多數年紀不足30歲。

#### 商業區範圍
在城規會的分區規劃大綱下，銅鑼灣被分入四個區域，銅鑼灣（商業區）只包括告士打道，波斯富街和禮頓道之間的範圍，在分區計劃大綱中是要建設世界性的商業區，此區亦加入了大坑的未發展部份，即大坑西部，作為商業區的緩衝。而銅鑼灣，維園，大坑的已發展住宅區，包括屬區議會灣仔區的大坑東部浣紗街直到李昇大坑小學以及屬東區的大坑上林，都屬H8北角（及銅鑼灣東）規劃區，波斯富街以西如時代廣場部份則劃入灣仔區，禮頓道以南及加路連山則劃入跑馬地，此舉是為了防止商業區過度擴張，影響住宅區的規劃，亦更集中資源在商業區的範圍之中。但其餘大多數分區，如消防，民政分區，仍完整地保留全區。部份地產經紀會誤把原銅鑼灣分入灣仔，北角，跑馬地等，但絕大多數地產發展商會根據1960年代編成的法定分區，如時代廣場為銅鑼灣時代廣場，銅鑼灣東面的酒店以銅鑼灣命名，銅鑼灣維園、銅鑼灣大坑，而非北角維園、北角大坑。因為H8北角（及銅鑼灣東）規劃區包含一半銅鑼灣地區，範圍超過銅鑼灣西的商業規劃區四倍，是全港最大的規劃區之一，而銅鑼灣商業規劃區則是全港最細的規劃區。

## 著名地點

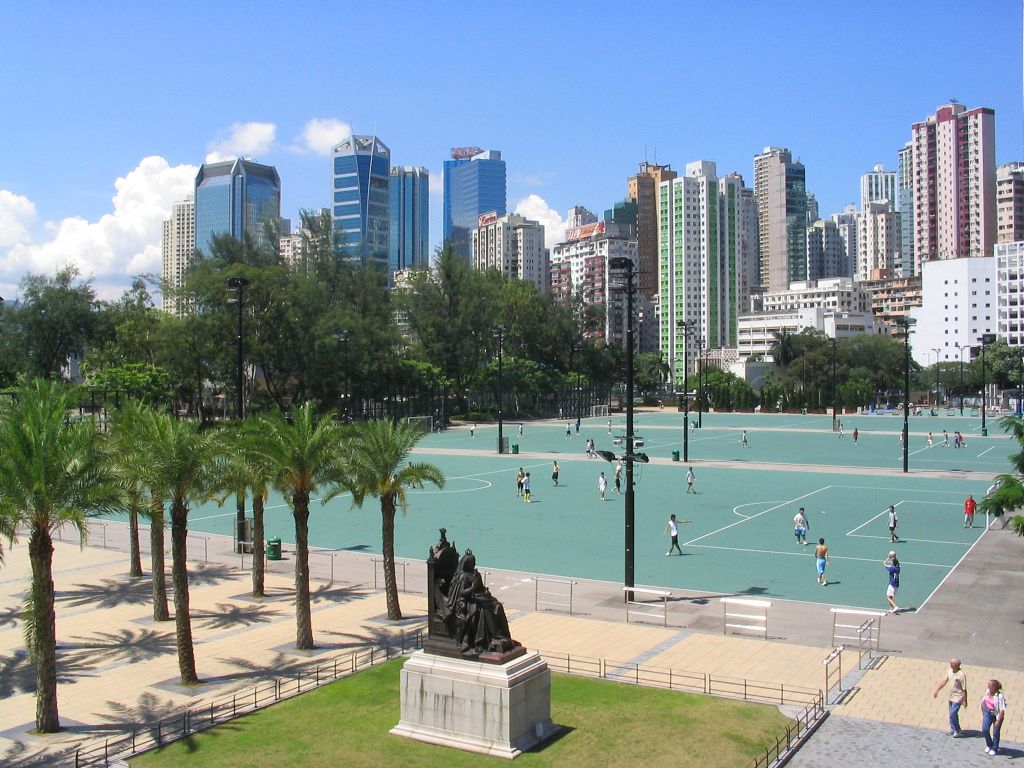
維多利亞公園

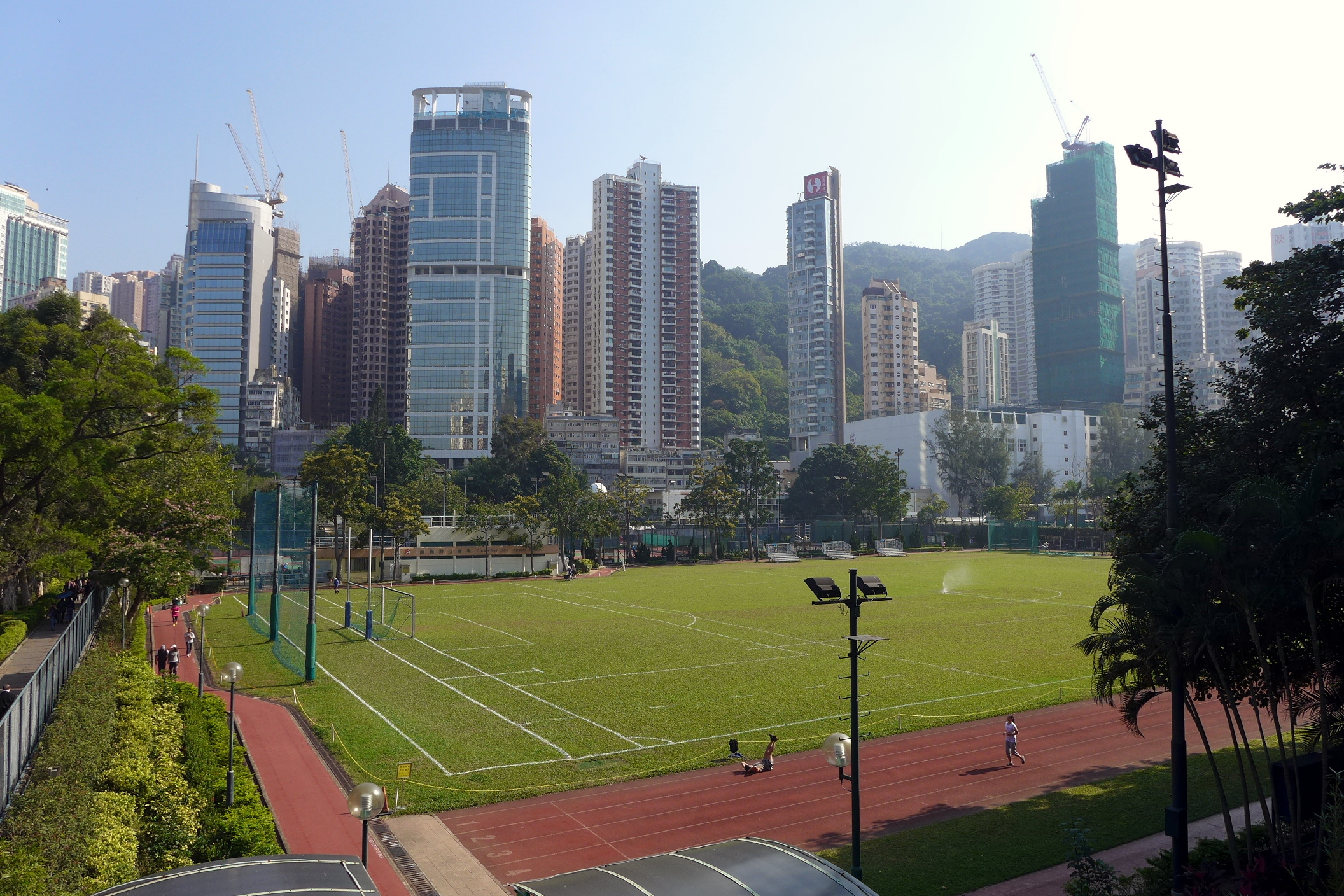
銅鑼灣運動場

### 文娛康樂設施
- 香港中央圖書館
- 維多利亞公園
- 銅鑼灣運動場
- 摩頓臺臨時遊樂場

### 商場
- 時代廣場
- 利園一至六期
- 利舞臺廣場
- Fashion Walk
- 恆隆中心
- 希慎廣場
- 皇室堡
- 世貿中心
- 香港崇光百貨
- 銅鑼灣廣場
- 金百利商場
- 東角Laforet
- 銅鑼灣地帶
- THICK OF IT

### 學校
- 皇仁書院
- 聖保祿學校
- 銅鑼灣維多利亞幼稚園
- 佛教黃焯菴小學

### 公共機構
- 銅鑼灣街坊福利促進會

### 已拆去的建築
- 銅鑼灣警署
- 銅鑼灣裁判司署

## 交通
本區為港島區的交通樞紐地區，往返不同地區都十分方便。港鐵港島線銅鑼灣站即服務此區。此外，在怡和街、軒尼詩道、禮頓道、告士打道等主要街道亦有大量巴士路線前往港九新界各區。電車則駛經怡和街和波斯富街。而小巴路線則集中在駱克道和謝斐道。

### 主要交通幹道
- 英皇道
- 電氣道
- 維園道
- 高士威道
- 告士打道
- 中環灣仔繞道
- 堅拿道天橋
- 軒尼詩道
- 怡和街
- 香港仔隧道
- 香港海底隧道

## 照片集

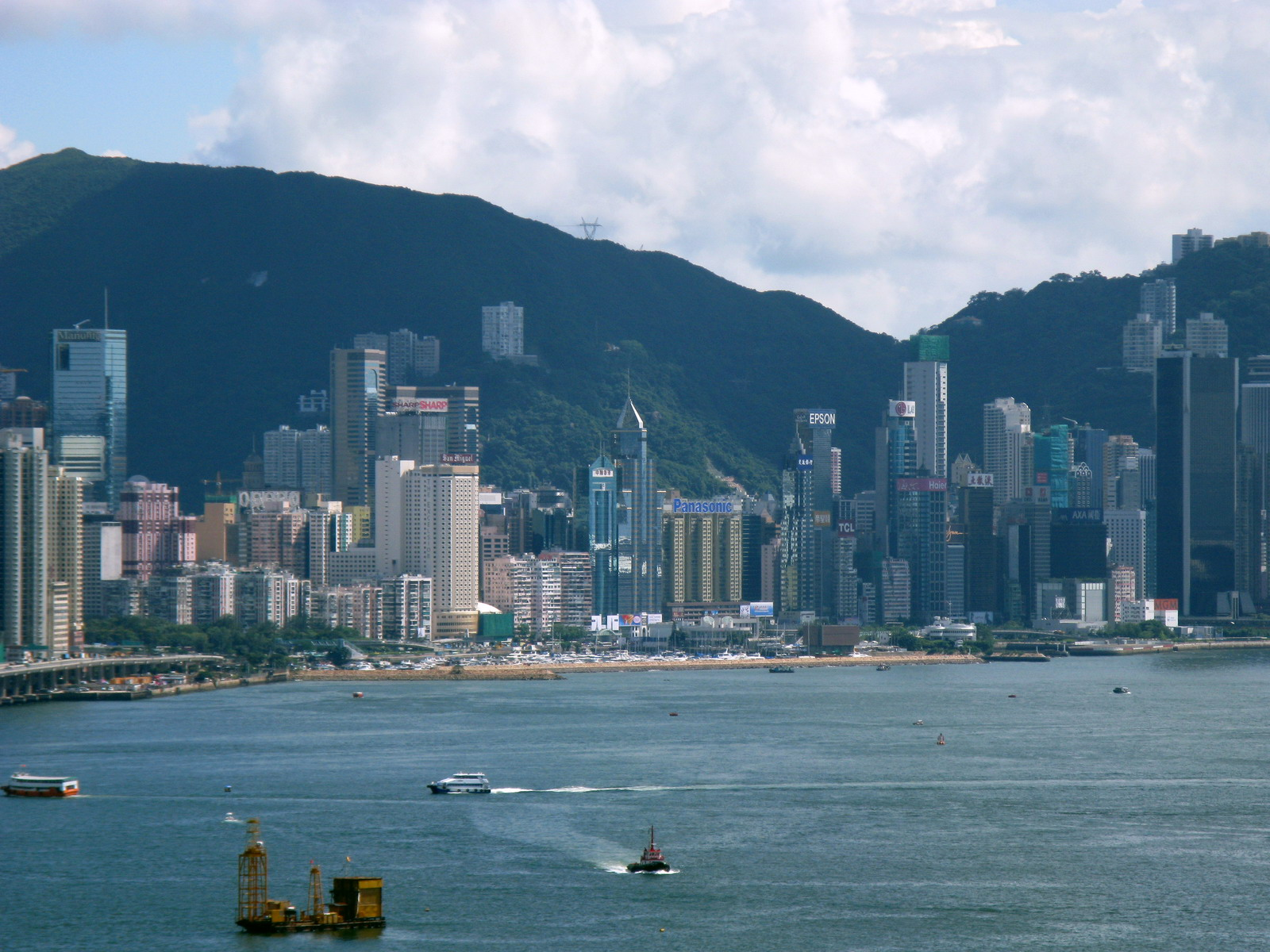
從東九龍望向銅鑼灣一帶
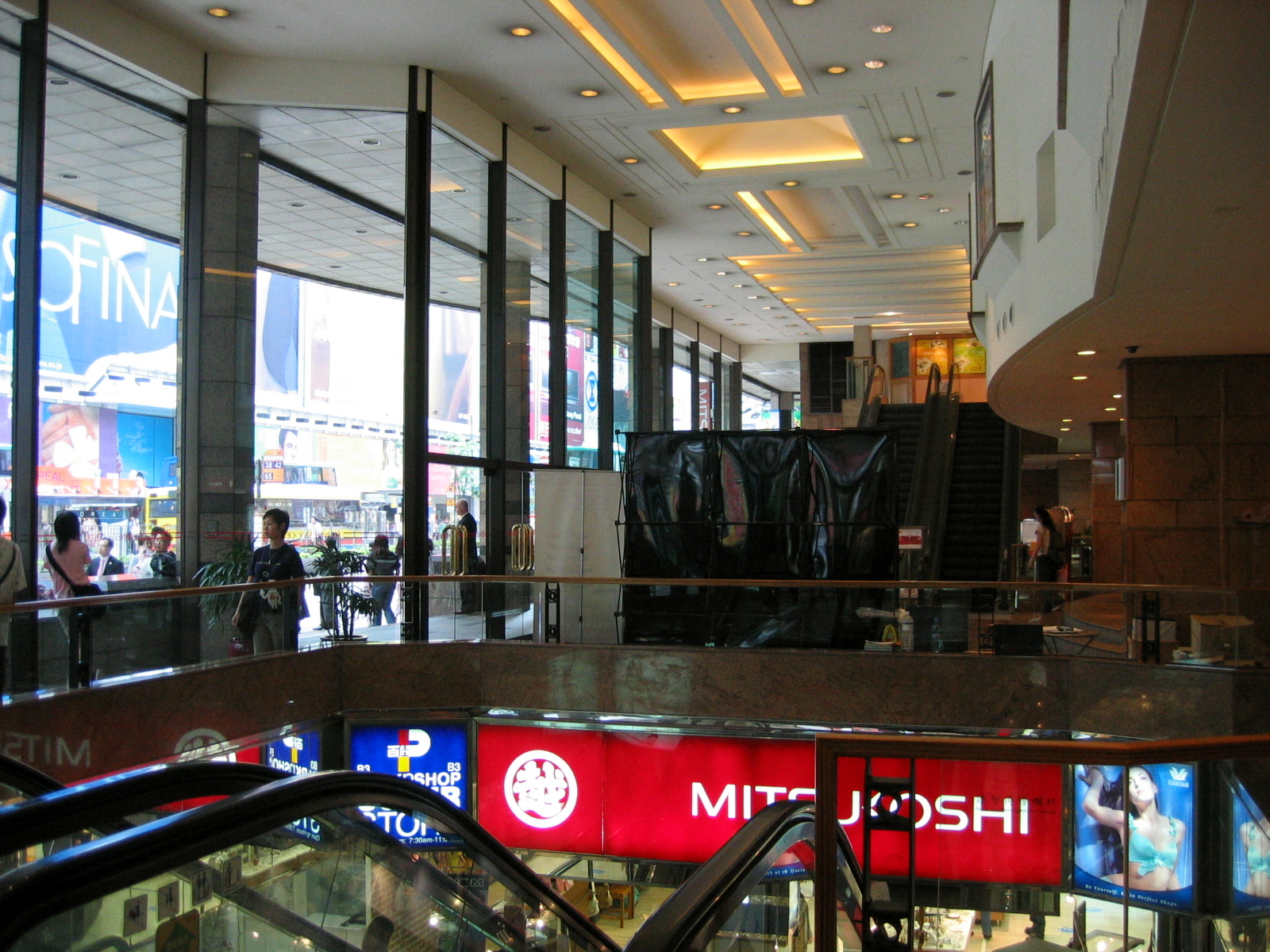
在銅鑼灣興利中心內的香港三越，於2006年9月因業主收回物業重建而結業
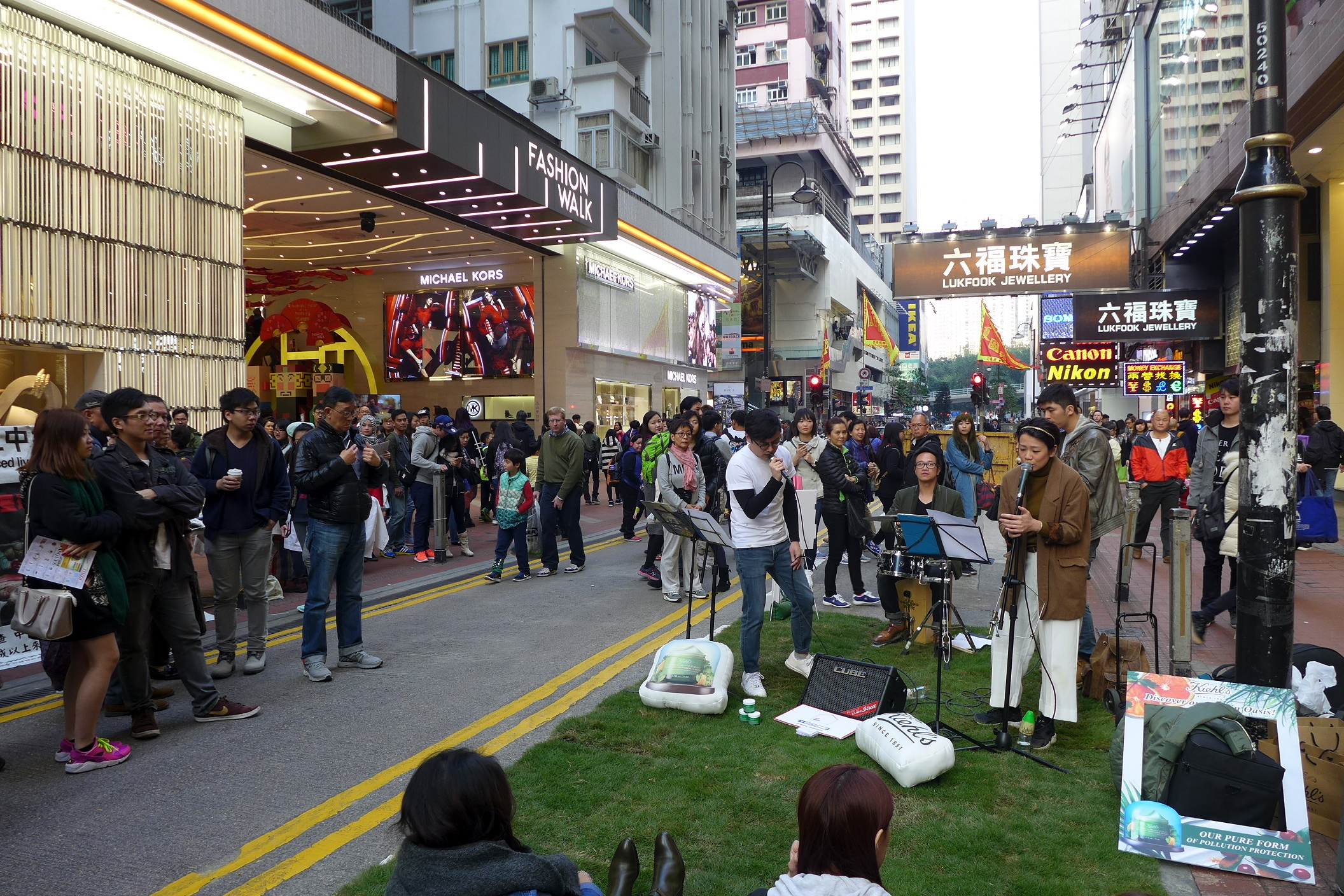
記利佐治街街頭表演
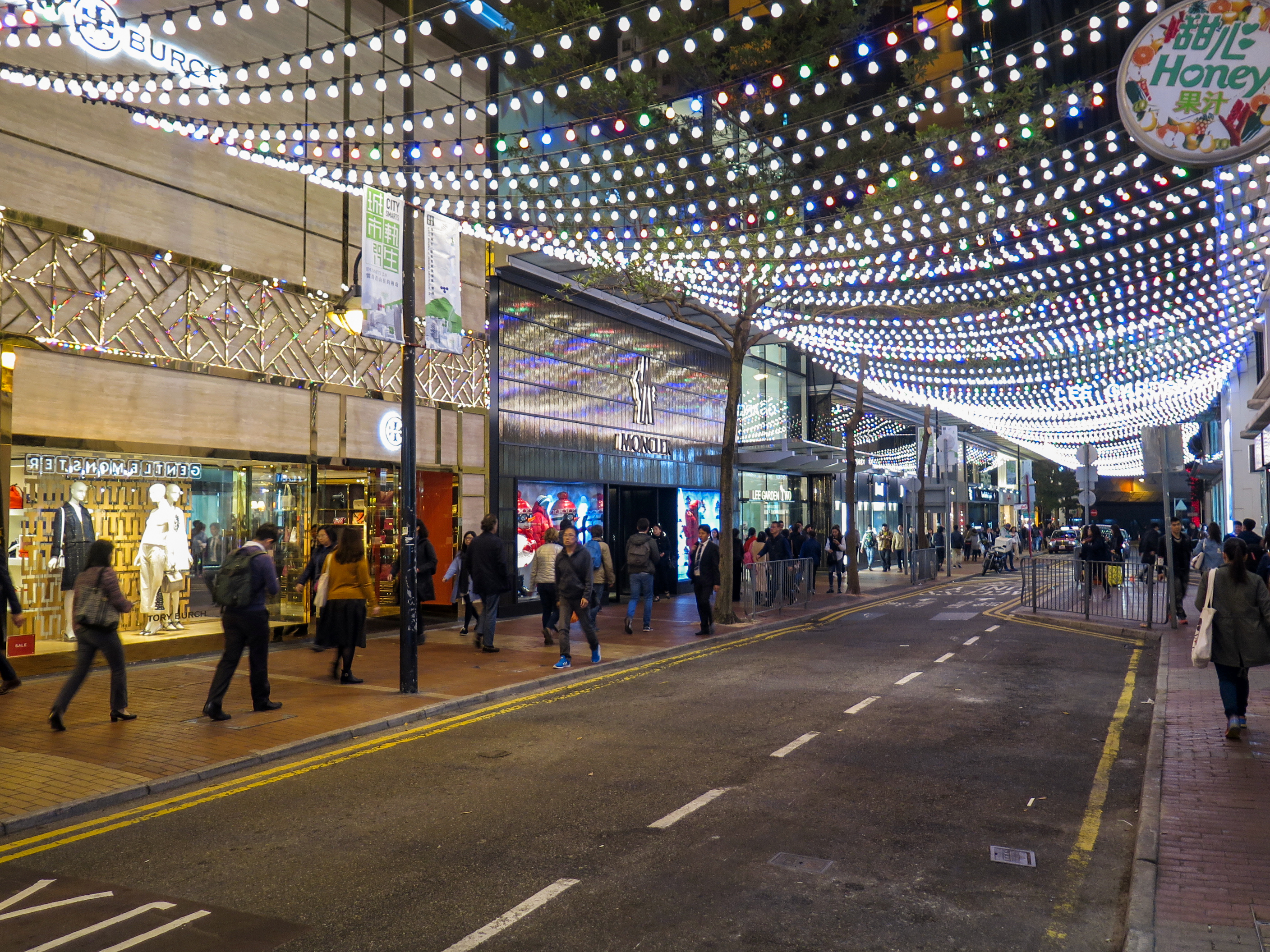
恩平道是區內主要名店區

## 區議會議席分佈
為方便比較，以下列表以告士打道以東、禮頓道、銅鑼灣道以北、屈臣道以西為範圍。
| 年度/範圍                                            | 2000-2003 | 2004-2007 | 2008-2011 | 2012-2015 | 2016-2019 | 2020-2023 |
| ---------------------------------------------------- | --------- | --------- | --------- | --------- | --------- | --------- |
| 告士打道以東、高士威道、屈臣道以西(包括維多利亞公園) | 維園選區  | 維園選區  | 維園選區  | 維園選區  | 維園選區  | 維園選區  |
| 銅鑼灣道以北                                         | 大坑選區  | 大坑選區  | 大坑選區  | 大坑選區  | 大坑選區  | 大坑選區  |

註：以上主要範圍尚有其他細微調整（包括編號），請參閱有關區議會選舉選區分界地圖及條目。